# سرگئی بارانوف
سرگئی آندریویچ بارانوف (به روسی: Сергей Андреевич Баранов) (زاده ۱۰ اوت ۱۹۸۰ در هورلیوکا) بازیکن والیبال اهل روسیه است. کلشوف از سال ۲۰۰۳ تا ۲۰۰۶ عضو تیم ملی والیبال روسیه بود. او به همراه تیم ملی روسیه مدال برنز المپیک ۲۰۰۴ آتن را به دست آورد. سرگئی مدال شایستگی جایزه دولتی فدراسیون روسیه را نیز درییافت نمود. او در رده باشگاهی نیز در تیم های لوکوموتیو بلگورود و گازپروم بازی کرده و سه قهرمانی لیگ قهرمانان راوپا را به دست آورد.